# Minja Korhonen
Minja Korhonen (* 19. Mai 2007 in Siilinjärvi) ist eine finnische nordische Kombiniererin. Als erste Finnin erreichte sie das Podest im Weltcup der Nordischen Kombination.

## Werdegang
Korhonen startet für den Verein Siilinjärven Ponnistus (aus Siilinjärvi bei der Stadt Kuopio). Sie wurde im Sommer 2020 in die Fördergruppe „Projekt 2026“ des finnischen Skiverbands aufgenommen. Diese war ein reines Mädchenteam, da die nordische Kombination für Frauen noch eine junge Sportart war. Auch im Skispringen war das finnische Team in der Spitze dünn besetzt, sodass Korhonen früh bei nationalen Wettkämpfen vordere Platzierungen erspringen konnte. Am 27. August 2021 debütierte Korhonen im Rahmen des Youth Cups in Oberhof auf internationaler Ebene. Sie gewann das Rennen. 
Ihre ersten nationalen Medaillen auf Frauenebene waren silbern: Zunächst im Sommer 2021 in der nordischen Kombination, dann im April 2022 in Rovaniemi hinter Jenny Rautionaho und vor Susanna Forsström im Spezialsprunglauf. Tags darauf wurde sie in der nordischen Kombination erstmals finnische Meisterin.
Ende August 2022 erreichte Korhonen bei ihrem Grand-Prix-Debüt in Oberwiesenthal gemeinsam mit Ilkka Herola, Annamaija Oinas und Otto Niittykoski den vierten Rang im Mixed-Team. Im Einzel erreichte sie am folgenden Tag als Zweite auf Anhieb das Podest. Diese Platzierung wiederholte sie zum Abschluss der Sommerserie in Tschagguns. In der Gesamtwertung belegte Korhonen Rang drei. Korhonen war im Winter regelmäßiger Bestandteil des finnischen Weltcup-Teams. Ihr erstes Weltcup-Rennen bestritt sie am 2. Dezember 2022 in Lillehammer. Sie lief auf den 22. Platz. Anfang Februar 2023 vertrat sie Finnland bei den Nordischen Junioren-Skiweltmeisterschaften im kanadischen Whistler. Dort erreichte sie den neunten Rang. Drei Wochen später nahm sie auch an den Nordischen Skiweltmeisterschaften in Planica teil. Mit Platz 23 im Gundersen Einzel erzielte sie das beste finnische Ergebnis. Zudem belegte sie gemeinsam mit Eero Hirvonen, Alva Thors und Ilkka Herola den sechsten Rang im Mixed-Team. Die Saison schloss sie auf dem 25. Platz der Gesamtweltcupwertung sowie mit einem weiteren finnischen Meistertitel ab.
Durchbruch im Winter 2023/24
Zum Auftakt in die Weltcup-Saison 2023/24 in Lillehammer lief Korhonen auf die Plätze fünf und sechs. In der darauffolgenden Woche ging sie erstmals im Continental Cup, dem Unterbau zum Weltcup, an den Start. Korhonen gewann beide Rennen. Den Weltcup-Wettbewerb am 15. Dezember in der Ramsau schloss Korhonen als Dritte ab. Damit gelang der damals Sechzehnjährigen die erste Podestplatzierung einer Finnin im Weltcup. Bei den Olympischen Jugend-Winterspielen Ende Januar 2024 in Gangwon wurde Korhonen Jugend-Olympiasiegerin im Einzel und im Mixed-Team. Kurz darauf gewann sie auch bei den Nordischen Junioren-Skiweltmeisterschaften in Planica das Gundersen-Rennen. Im Teamsprint mit Heta Hirvonen verpasste sie als Vierte hingegen eine Medaille.
Zum Auftakt in die Weltcup-Saison 2024/25 in Lillehammer lief Korhonen auf den neunten Rang. Mitte Dezember belegte sie in Ramsau im Massenstart den dritten Platz. Bei den Nordischen Junioren-Skiweltmeisterschaften 2025 in Lake Placid gewann sie gemeinsam mit Heta Hirvonen den Teamsprint. Im Einzel wurde Korhonen Vierte und mit dem Mixed-Team Sechste. Wenige Wochen später nahm sie an den Nordischen Skiweltmeisterschaften 2025 in Trondheim teil. Im Massenstart belegte Korhonen den zwölften Platz, ehe sie tags darauf gemeinsam mit Eero Hirvonen, Heta Hirvonen und Ilkka Herola Fünfte im Mixed-Team wurde. Am dritten Wettkampftag sprang sie gemeinsam mit Jenny Rautionaho, Heta Hirvonen und Julia Kykkänen im Teamwettbewerb der Spezialspringerinnen auf den neunten Platz. Zum Abschluss erreichte Korhonen Rang 19 im Gundersen Einzel.

## Privates
Korhonen wechselte im Sommer 2023 an das Sportgymnasium in Kuopio.

## Erfolge

### Continental-Cup-Siege im Einzel
| Nr. | Datum            | Ort         | Disziplin               |
| --- | ---------------- | ----------- | ----------------------- |
| 01. | 8. Dezember 2023 | Lillehammer | Gundersen Normalschanze |
| 02. | 9. Dezember 2023 | Lillehammer | Gundersen Normalschanze |

## Statistik

### Platzierungen bei Weltmeisterschaften
| Jahr und Ort   | Wettbewerb | Wettbewerb  | Wettbewerb |
| Jahr und Ort   | Gundersen  | Massenstart | Mixed-Team |
| -------------- | ---------- | ----------- | ---------- |
| 2023 Planica   | 23.        | —           | 06.        |
| 2025 Trondheim | 19.        | 12.         | 05.        |

### Weltcup-Platzierungen
| Saison  | Platz | Punkte |
| ------- | ----- | ------ |
| 2022/23 | 25.   | 080    |
| 2023/24 | 15.   | 445    |

### Grand-Prix-Platzierungen
| Saison | Platz | Punkte |
| ------ | ----- | ------ |
| 2022   | 03.   | 255    |
| 2023   | 10.   | 156    |